# Monal de l'Himàlaia
El monal de l'Himàlaia (Lophophorus impejanus) és un ocell de la família dels fasiànids (Phasianidae) que habita boscos clars en zones abruptes de l'Himàlaia.
És l'ocell nacional del Nepal, on es coneix com a danphe o danfe, i l'ocell estatal d'Uttarakhand, Índia, on es coneix com a monal.

## Descripció
És un faisà de mida relativament gran. L'ocell fa uns 70 cm de llarg. El mascle pesa fins a 2.380 g i la femella 2.150 g. El mascle adult té un plomatge multicolor per tot arreu, mentre que la femella, com en altres faisans, té un color més apagat. Entre les característiques notables del mascle hi ha una cresta llarga de color verd metàl·lic, plomes de color coure a l'esquena i al coll, i el dors blanc prominent que és més visible quan l'ocell està en vol. Les plomes de la cua del mascle són uniformement vermelles, i es tornen més fosques cap a les puntes, mentre que les cobertores caudals inferiors de les femelles són blanques, amb barreres negres i vermelles. La femella té una taca blanca prominent a la gola i una franja blanca a la cua. El mascle de primer any i el juvenil s'assemblen a la femella, però el mascle de primer any és més gros i el juvenil està menys marcat.

## Distribució i hàbitat
L'àrea de distribució nativa del monal de l'Himàlaia s'estén des de l'Afganistan i el Pakistan a través de l'Himàlaia al Nepal, l'Índia, el sud del Tibet i Bhutan. Al Pakistan, és més comú a la província de Khyber Pakhtunkhwa i també s'ha registrat a Kagan, la vall de Palas i Azad Kashmir.A l'Índia, s'ha registrat a tota la regió de l'Himàlaia índia, des de Jammu i Caixmir fins a Arunachal Pradesh. Viu en boscos de roures i coníferes del temperat superior intercalats amb vessants oberts d'herba, penya-segats i prats alpins entre 2.400 i 4.500 m, on és més comú entre 2.700 i 3.700 m. Baixa fins als 2.000 m a l'hivern. Tolera la neu i hi excava per obtenir arrels de plantes i preses d'invertebrats.

## Comportament i ecologia
La dieta del monal de l'Himàlaia consisteix principalment en tubercles, fruits secs, fulles tendres, brots, insectes i altres invertebrats. Excava a la neu per obtenir brots i invertebrats. La matèria vegetal constituïa una gran part de la dieta, tot i que la matèria invertebrada també hi era present en baix percentatge.

## Conservació
En algunes zones, el monal de l'Himàlaia està amenaçat a causa de la caça furtiva i altres factors antropogènics. A l'Himàlaia occidental, la població va respondre negativament a les pertorbacions humanes relacionades amb el desenvolupament d'energia hidroelèctrica. No es considera en perill d'extinció al Pakistan i es pot localitzar fàcilment. En algunes zones, la densitat de població de l'espècie és de fins a cinc parelles per 1,6 km2. La principal amenaça per a l'espècie és la caça furtiva, ja que la cresta és valuosa. Es creu que dóna estatus al seu portador i és un símbol d'autoritat.

## Etimologia
El nom científic Lophophorus prové del grec antic «λοφος (lophos)» que significa “cresta”, “floc” i «-φορος (-phoros)»,  “-portant” derivat de «<φερω (pherō)», “portar”. L'epítet impejanus commemora Lady Mary Impey, l'esposa del president del Tribunal Suprem britànic de Bengala, Sir Elijah Impey.